# Yasufumi Terawaki
Yasufumi Terawaki (寺脇康文, Terawaki Yasufumi), né le 25 février 1962 à Sakai dans la préfecture d'Osaka, est un acteur japonais. Il s'illustre à la fois au cinéma, à la télévision, au théâtre et sur la scène musicale.

## Biographie
Après avoir obtenu son diplôme au lycée de Gifu Giyo (Motosu), Yasufumi Terawaki échoue à l'examen d'entrée universitaire. Il travaille alors à temps partiel dans les réserves d'un grand magasin. Lassé par ce job qu'il juge mal payé et peu épanouissant, il s'interroge sur son futur et ses ambitions : il décide alors de devenir acteur.
Terawaki auditionne pour rejoindre une école de théâtre à Nagoya, audition qu'il décroche avec succès. En 1984, une fois sa formation de comédien achevée, il s'installe à Tokyo et rejoint la compagnie théâtrale Super Eccentric Theater dirigée par Miyake Yuji. C'est au sein de cette compagnie qu'il rencontre son ami et futur collaborateur Gorō Kishitani.
Entre 1987 et 1994, Terawaki, Kishitani et Yoshinobu Yamada forment le trio comique SET Team.
Dès la fin de SET Team, Terawaki et Kishitani créent Chikyū Gorgeous. Selon Terawaki, l'appellation Chikyū Gorgeous (地球ゴージャス, Chikyū gōjasu, littéralement : Terre magnifique) repose sur leur vision du monde : « Nous voulions que les habitants de la Terre aient conscience de leur richesse et de leur beauté, nous avons opté pour ce nom légèrement ludique [...] ». Leur concept est de concevoir des spectacles (pièces de théâtre, comédies musicales...) sur une courte période, portés par une troupe de comédiens invités. Très prolifique, le tandem produit et présente ses créations tous les un à deux ans. Au sein de Chikyū Gorgeous, Terawaki épaule régulièrement Kishitani au livret et en tant qu'assistant à la mise en scène.
Entre 1996 et 2006, il est l'animateur de l'émission de variétés King's Brunch.
Outre sa carrière sur les planches, il est également très présent sur les écrans, qu'il s'agisse du cinéma ou de la télévision.

## Carrière partielle

### Filmographie

#### Cinéma
- 1989 : Mangetsu no Kuchizuke
- 2008 : The Magic Hour : Wanchai Bhandarkar
- 2008 : Aibō The Movie : Kaoru Kameyama
- 2010 : Kinako: Minarai Keisatsuken no Monogatari : Seijiro Banba
- 2014 : Samurai Hustle : Genhachiro Araki
- 2015 : Ore Monogatari!! : Yutaka Gōda
- 2016 : Samurai Hustle Returns : Genhachiro Araki
- 2018 : Marmalade Boy : Yoshimitsu Miwa
- 2018 : Soratobu taiya : Shinji Takahata
- 2020 : Tono, Risoku de Gozaru!
- 2020 : Food Luck : Tomohiro Yamada
- 2023 : Nukero Moebius!
- 2023 : Kono Chīsana Te : Yohei Akutsu

#### Télévision
- 2000 - 2022 : Aibō, Tokyo Detective Duo : Kaoru Kameyama (saisons 1 à 7, retour dans la 21e saison)
- 2011 : Sunshine
- 2020 : Ru, Taiwan Express
- 2020 : North Light
- 2023 : Ranman : Rankō Ikeda

### Performances scéniques

#### Avec Chikyū Gorgeous
- 1995 : Bindzume no jigoku 〜 itsu made mo taeru koto naku tomodachi de iyou 〜 (瓶詰の地獄 〜いつまでもたえることなくともだちでいよう〜)
- 1997 : Kami no doresu o moyasu yoru ― Honkon dai yoru sōkai ― (紙のドレスを燃やす夜―香港大夜総会―)
- 1999 : Chizu ni nai machi ― DOHENEKE HEKISHIN (地図にない街―DOHENEKE HEKISHIN)
- 2000 : Sakura no Uta 〜 Maboroshi no natsu… wasuresara reta chīsana kokoro-tachi e no rekuiemu 〜 (さくらのうた 〜幻の夏…忘れ去られた小さな心たちへのレクイエム〜)
- 2001 : Quintet (クインテット)
- 2002 : Karte (カルテ)
- 2004 / 2005 / 2022 : Claudia
- 2006 : Humanity the Musical ~ Momotarō to yukainanakamatachi ~ (Humanity the Musical 〜モモタロウと愉快な仲間たち〜)
- 2007 : Sasayaki-iro no ano hi-tachi (ささやき色のあの日たち)
- 2009 : Hoshi no daichi ni furu namida (星の大地に降る涙)
- 2010 : X day
- 2012 : Kaitō Sebun (海盗セブン) :  Tsuyoshi Tanaka
- 2014 : Kuzariāna no tsubasa (クザリアーナの翼)
- 2016 : The Love Bugs
- 2018 : ZEROTOPIA
- 2020 : Hoshi no daichi ni furu namida The Musical (星の大地に降る涙 The Musical)
- 2021 : The Prom : Trent Oliver
- 2024 : Hakanaki hikari no rapusodi (儚き光のラプソディ)

#### Autres
- 2009 : Marguerite : Otto
- 2011 : Autant en emporte le vent : Rhett Butler
- 2013 / 2016 / 2018 / 2021 : My Fair Lady : le Professeur Henry Higgins
- 2015 : Pluto : Gesicht
- 2022 : La chanson de l'éléphant : Dr Green

## Crédit d'auteurs
- (ja)/(en) Cet article est partiellement ou en totalité issu des articles intitulés en japonais « 寺脇康文 » (voir la liste des auteurs) et en anglais « Yasufumi Terawaki » (voir la liste des auteurs).